# Juncus procerus
Juncus procerus är en tågväxtart som beskrevs av Ernst Meyer. Juncus procerus ingår i släktet tåg, och familjen tågväxter. Inga underarter finns listade i Catalogue of Life.